# یان شیمونک
یان شیمونک (چکی: Jan Šimůnek؛ زادهٔ ۲۰ فوریهٔ ۱۹۸۷) بازیکن فوتبال اهل جمهوری چک است.
از باشگاه‌هایی که در آن بازی کرده‌است می‌توان به باشگاه فوتبال وولفسبورگ، باشگاه فوتبال کایزرسلاوترن، باشگاه فوتبال بوخوم، و باشگاه فوتبال اسپارتا پراگ اشاره کرد.
وی همچنین در تیم‌های ملی فوتبال زیر ۲۱ سال جمهوری چک، و جمهوری چک بازی کرده‌است.